# ホウキギ
ホウキギ（箒木、学名: Bassia scoparia）は、ヒユ科（アカザ科）バッシア属の一年草。別名、ホウキグサ（箒草）。
乾燥させて箒に加工される。成熟果実はとんぶりと呼ばれ食用になる。
バッシア属のうちホウキギなど数種は、一時、花被の特徴から、ホウキギ属 Kochia（コキア）に分離されていた。

## 名称
和名は、乾燥した茎を箒に使うので、「ホウキギ」の名がついたものである。園芸（鑑賞）用途においては「コキア」が一般的である。地方により様々な呼び名があり、ハハキギ、ニワクサ、トンブリなどの地方名がある。中国植物名（漢名）では地膚（じふ）とよばれる。学名のスコーパリア（scoparia） は「ほうき状の」の意。

## 特徴
ヨーロッパ、南アジア、中国などのユーラシア原産といわれ、日本へは古くに渡来し、栽培されている。一年生の草本。箒のような細かい茎が特徴で、秋に紅葉、茎も同様に赤くなる。耐塩性が高い。花言葉は「夫婦円満」。樹高は1メートル以上に成長する。
茎は直立、もしくは枝分かれし、最初は緑色で、後に赤くなり、全体が球形から楕円形になる。8 - 9月頃に赤みを帯びた茎枝は、固くなる。葉は線状披針形である。夏から秋にかけて、葉腋から多数の淡緑色の花が束のように生えてくる。花は雄花と雌花に分かれており、雄花からは黄色い葯が出る。一方、雌花は深緑色で目立たない。果実は、宿存萼に包まれて、星形になる。
茎が分離して、風によってタンブルウィードのように転がりながら種子を散布する。
- ひたち海浜公園の紅葉するコキア（2018年10月20日）
- 紅葉し始めたころのコキア（2010年10月9日）
- 紅葉する前のコキア
- コキアの実
- 植え込みに使用されるコキア

## 栽培
種子は極めて小さくて軽いため、前年に植えた周辺から生えた苗を移植する方法も採られている。日本での栽培地は、秋田県・山形県が主な産地である。ツツミノガ類が主な害虫である。

## 利用

### 箒
紅葉したのちに収穫して１か月干して乾燥させたホウキギは箒に加工される。

### 食用・薬用
果実は、薬用・食用にされ、若芽は食用にされる。淡白な味でプリプリした食感から「畑のキャビア」と呼ばれるほどで、秋田県の特産品「とんぶり」の原料となる。昔は夏から秋に固くなった茎を根元から切り採って乾燥し、束ねて箒として利用した。同時期には果実も成熟しており、ビニールを広げて天日で乾燥し、打ち落としてから、風を送って実とかすを選別する。
乾燥させた果実は地膚子（じふし）と称される生薬になり、滋養や強壮のほか、膀胱炎、皮膚のかゆみ、疥癬、湿疹、蕁麻疹に効果があるといわている。民間療法では、1日量3 - 10グラムを、水500 - 600 ccで半量になるまで煎じ、3回に分けて服用する用法が知られている。皮膚病に対して、50グラムほどを布袋に入れて浴湯料として使用してもよいとも言われているが、皮膚が冷えているときの使用は禁忌とされる。
また成熟果実は秋田県の郷土料理「とんぶり」の材料となる。実はその性状から「畑のキャビア」「陸のキャビア」ともいわれ、煮付けて大根おろしやとろろに加えて食べられる。

### 飼料・野生動物の餌
動物の飼料ともなるが、サポニン、アルカロイド、硝酸塩およびシュウ酸塩を含み、多量に食べると腎障害や肝炎を起こす可能性が示唆されている。牛やヘラジカ、オジロジカ、プロングホーン、オグロプレーリードッグなどは好んで食料とする。

### 観葉植物・緑化
観賞植物・園芸植物とされる。花箒木（ハナホウキギ）など。
川辺や油井、採掘場などの汚染された荒れた土地にも根付き、侵食防止と長期的な植生回復に役立つ。ただし、他の植物の生長を阻害するアレロパシー活性があり、雑草ともなる。
- 9月のホウキギ（日本）
- 成熟果実